# Reprezentativita
Reprezentativita (z lat. repraesentare, postavit před oči, zpřítomnit někoho tím, že ho zastupujeme) znamená v sociologii přenositelnost a zobecnitelnost informace obsažené ve výběrovém souboru na cílový výzkumný soubor nebo jeho zvolenou část. Je to tedy schopnost vybrané skupiny vytvářet hlavní charakteristiky celku. Reprezentativita určuje, jak je možné zobecnit výsledky výzkumu zahrnující určitý vzorek k celému souboru, z něhož byly shromážděny. Reprezentativity se dosáhne prostřednictvím vytváření správného vzoru skrz parametry, které jsou pro všechny skupiny v celku společné. Reprezentativnost může být také definována jako vlastnost vzorku populace reprezentovat parametry celku.

## Definice
Výběr je natolik reprezentativní, nakolik odráží charakteristiky populace (pokud 40 % lidí má automobil, měl by výběr vykazovat totéž). Reprezentativitu výběru je takřka nemožné kontrolovat. Za ukazatele reprezentativity výběru se všeobecně považuje správně zvolený výběrový postup.
Úkolem výběrového šetření je vybrat zkoumané jednotky tak, aby informace o nich zároveň přinášely informaci i o všech zbylých jednotkách, které do výběru nebyly zařazeny. Kvalita a spolehlivost zastupování celku vybranou skupinou se označuje jako reprezentativita.
Vzorek nelze přesně přenést na veškerou populaci, protože mezi různými lidmi se budou vždy nacházet nějaké odchylky. Chybou reprezentativity je to, že odebrané vzorky mohou být zaujaté vůči nějaké skupině populace (předsudky). Čím větší je míra odchylky, tím větší je pravděpodobnost chyby při zkoumání, a tím se snižuje i kvalita dat. K získání reprezentativního vzorku musíme znát podstatné rysy obyvatelstva, ale musíme dbát i na jejich různorodost. Na velikosti zkoumaného celku přímo nezáleží.
Není ojedinělé, že se zkoumá tzv. výběrová populace. Existuje spousta výhod pro použití této metody po stránce finanční, časové, dostupnosti atd. K tomu je možné zajištění standardnějšího provedení výzkumu.

## Způsoby výběru dat
Abychom mohli najít vzorek, který by se dal označit jako reprezentativní, musíme shromažďovat určitá data. Máme mnoho způsobů výběru dat.
1. Pravděpodobnostní
  - Náhodný
    - jednotlivec je vybrán náhodně, aby reprezentoval celou skupinu
    - různé podskupiny – prostý náhodný výběr, stratifikovaný náhodný výběr, skupinový výběr, vícestupňový náhodný výběr atd.
2. Nepravděpodobnostní
  - Kvótní
    - je nejpoužívanější
    - základním typem výběru je kvóta (číselný údaj udávající rozsah výběru jednotlivých skupin)
    - podle různých věkových skupin

  - Systematický
    - výběr a shromažďování dat jsou předem pevně dané
    - chceme-li z celku vybrat jeho pětinu, zvolíme každý pátý soubor.

Hlavním úkolem tohoto sociologického výzkumu je vzít v úvahu zaujatost při interpretaci a následně i při shrnutí a výsledcích zkoumaného vzorku. Významnou roli při určování kvality informací získaných z empirického výzkumu hrají hlavně spolehlivost a platnost.

## Metody k získání dat
Data, která by byla potřebná k danému jevu, se sbírají různými způsoby. Opět platí, že pokud nemáme patřičná data, nemůžeme najít reprezentativní vzorek.
1. Pozorování
  - sledujeme vzorce chování jedinců
  - kvantitativní – předem určené parametry ke sběru dat
  - kvalitativní – bez počáteční specifikace toho, co se bude pozorovat
2. Rozhovor
  - tazatel shromažďuje data od informanta, který data poskytuje
  - skupinový rozhovor (focus group)
3. Dotazník – prostředek sběru dat, vyplněný zkoumanou osobou
4. Studium již existujících dokumentů [5]

## Podmínky k označení dat jako reprezentativní
- musíme spolehlivě vymezit cílový soubor;
- musí být vhodná velikost vzorku (čím větší vzorek, tím reprezentativnější výsledky);
- stejnorodost či různorodost výběru (jak moc se jednotlivci ve skupině od sebe liší);
- pokud bude cílová populace příliš homogenní, nebude výsledek úplně reprezentativní.[4]